# Галиен
Публий Лициний Егнаций Галиен (на латински: Publius Licinius Egnatius Gallienus) е римски император, управлявал Римската империя, отначало съвместно със своя баща Валериан I – от 253 до 260 г., а после и като единствен император през 260-268 година.
Галиен е най-дълго управлявалият император в периода на кризата през III век. Макар че въвежда някои далновидни реформи и постига немалко успехи на бойното поле, Галиен не успява да предотврати разпадането на Римската империя, поради появата на многобройни узурпатори в провинциите. Античната просенатска историография представя Галиен в лоша светлина, тъй като той ограничава политическите амбиции и влияние на знатните, придавайки засилено монархически характер на властта си.

## Съуправление с Валериан I
Галиен е най-възрастният син на император Валериан и Егнация Мариниана. Женен е за Корнелия Салонина, има трима сина: Валериан II, Салонин и Мариниан. През 253 г., почти веднага след като е провъзгласен за император, Валериан назначава за свой съимператор сина си Галиен, дава му титлата август и го оставя да управлява западните провинции на империята. Валериан заминава на изток, за да изтика Сасанидските перси атакуващи Сирия, докато Галиен командва легионите по Дунав и Рейн срещу германските племена.
При съвместното управление на Валериан и Галиен общата нестабилност в империята се засилва – задълбочават се икономическите проблеми, а вражеският натиск по границите става неудържим. От 254 до 257 г. Галиен отбранява рейнската граница на Галия и постига победи срещу франките и другите германски варвари, в чест на което према от Сената титлата Germanicus петкратно.
През 258-260 г. германските племена алемани и ютунги започват нови масирани нахлувания през укрепената граница (лимес) на т.нар. „Десетинни полета“ (Agri Decumati), между реките Рейн и Дунав, в провинция Горна Германия. Въпреки че удържат победа в Битка при Медиолан, легионите водени от Галиен не са в състояние да спрат нашествието на по-многобройните от тях варвари, които продължават по пътя си, плячкосват селища и отвличат мирно население. Римската империя губи контрола върху териториите между Рейн и Дунав. Разкрива се неспособността на квартированите по границите войски да гарантират безопасността на вътрешната част на империята. Става сериозна заплахата за Северна Италия и дори за самия Рим.

## Криза и колапс на империята
Пленяването на Валериан от персите през 260 г. води до фактическото разпадане на империята. Мнозина военачалници използват възможността и се провъзгласяват за императори в различните провинции (т.нар. време на „Тридесетте тирани“). В края на същата година от властта на Рим отпадат западните провинции: Галия, Испания и Британия образуват независимата Галска империя оглавена от генерал Постум, който отблъсква нападенията на франките и води война срещу Галиен, който прави неуспешен поход срещу узурпатора през 265 година.
През 260-1 г. легионите в Сирия, командвани от Фулвий Макриан и префекът Балиста, издигат за императори синовете на Макриан – Макриан Младши и Квиет, но при настъплението им на запад претендентите биват разгромени край Сердика от командващия Дунавската армия Авреол, който на свой ред също отказва да се подчини на Галиен. На изток много от римските владения са завладени от сасанидските перси или попадат под контрола на местния династ Оденат от Палмира, с когото Галиен сключва съюз 262 г., признавайки го за независим владетел със специални правомощия на изток.
Надига се вълна от узурпатори, повечето от които властват мимолетно (споменават се имената на Регалиан, Инген, Целс, Мемор, Цензорин, Мусий Емилиан, Валент Солонийски, Пизон Фруги и други). Под властта на Галиен се намира само Италия, части от Северна Африка и Мала Азия. В този период Римската империя, като едно политическо цяло, престава да съществува.

### Варварски нашествия
Управлението на Галиен е времето на максимално задълбочаване на кризата в империята, а в настъпилия хаос злополучията следват едно след друго с ужасяваща бързина. Най-тежко е положението в придунавските райони: Мизия, Дакия, Илирия и Панония, които поемат основния удар на варварските нападения. Зачестяват разрушителните нашествия на готите в Мала Азия, Тракия, Македония и Гърция. Флотът и армията на варварите, наброяващи хиляди кораби и стотици хиляди воини, преминават протоците и достигат до Егейското крайбрежие където разграбват редица важни градове – Ефес, Атина, Коринт и други. Гражданите се опитват да организират самостоятелна защита. Императорът се отзовава с войските на помощ, но вече е твърде късно (267-8 г.).

### Вътрешни неуредици
Освен външните заплахи за империята, се появяват и вътрешни – на остров Сицилия избухва голямо въстание на робите, в Средиземно море се появяват пирати. Докато траят тези безредици, сред населението продължават да се разпространяват епидемии, а римските провинции са засегнати от няколко земетресения.
Икономиката на държавата е сериозно разстроена, разорени и обезлюдени са редица области, особено тези близо до границите. Имперската хазна е празна и за да преодолее финансовия недостиг, Галиен е принуден да сече голямо количество нестойностни монети, което се отразява зле на търговията. Паричните знаци дотолкова се обезценяват, че натуралната размяна завладява отново пазара. В натура започват да се събират данъците и да се изплащат заплатите.

## Нововъведения
Управлението на Галиен бележи няколко новости. В опит да издигне престижа на властта владетелят изисква за себе си божествени почести и, подобно на източните монарси, носи пурпурна хламида и златна корона. На сенаторите е забранено да се занимават с военни въпроси и дори да се доближават до военен лагер – така са отделени гражданските длъжности от военните, явно с цел да се пресекат зачестилите заговори за узурпация от страна на знатното съсловие. С това римската аристокрация оттук нататък губи роля в управлението.
В армията е въведена нов тип войска: лично подчинени на императора малки мобилни части от елитна илирийска или далматинска кавалерия, които се превръщат в решаващ фактор при сраженията с варварите. Военната реформа дава възможност за издигането на много военачалници от илирийски произход, някои от които след време стават и императори. Наченките на военна и политическа реорганизация при Галиен, по-късно биват доразвити от Диоклециан.
Блестящ оратор, занимаващ се с изкуство и философия, Галиен е образован човек, интелектуалец, надарен с разностранни интереси и способности. За образец на подражание приема делото на императорите Август и Адриан, макар да следва примера им твърде суетно и непостоянно. Императорът също така е изявен ценител на културата и подобно на Нерон и Адриан посещава Гърция, застрашена по това време от готите. С периода на управлението му се свързва т.нар. „Галиенов Ренесанс“, стил в изкуството доближаващ се до Елинистическия стил от II век пр. Хр. Известно е приятелството на Галиен с философа неоплатоник Плотин, който моли императора за управлението на един изоставен град в Италия, където да приложи на практика платоновите идеи за идеално общество. Подозрителният към метежи Галиен отказва.
През управлението си Галиен проявява религиозна толерантност и отменя гоненията на християни предприети от баща му.

## Край на управлението
След като е ранен в неуспешния поход срещу гало-римският отцепник Постум, Галиен се връща в Рим и постепенно престава да проявява всякаква активност в управлението. Позициите му в Италия са достатъчно силни за да задържи властта, но се оказва невъзможно да мине в ефективно настъпление срещу опонентите си: Авреол в балканските провинции, Постум на Запад, Оденат и Зенобия на Изток. Отдава се на развлечения: лов, пиршества, разврат, изтезаване на пленници. Приписват му се различни причудливи приумици: строял укрепления от плодове, спални от рози, и т.н.
Против Галиен се организират множество конспирации. Загубил напълно авторитет, той е убит в лагера си при атентат от заговорници, докато обсажда узурпатора Авреол в Милано (лятото на 268 г.). Малко преди да издъхне, според Аврелий Виктор, Галиен посочва за приемник илирийския военачалник Клавдий, всъщност един от лидерите на заговора. Римският Сенат осъжда на проклятие (damnatio) името на Галиен и разпорежда да екзекутират семейството и приближените му. Присъдата е изпълнена, но след това новият император Клавдий II я отменя.